# ASTech
ASTech es un clúster francés especializado en aeronáutica, aeroespacial y sistema embebido creado en 2007. Está centrado geográficamente en la región de Isla de Francia. Sus miembros se reúnen cada dos años en octubre en la convención de negocios "AeroSpaceDays Paris" para encontrarse con todos los actores mundiales de la industria aeronáutica y espacial en reuniones de trabajo preprogramadas.
ASTech tiene el estatus de Asociación según la ley de 1901. Su sede se encuentra en el aeropuerto de París-Le Bourget.